# Trachymene elachocarpa
Trachymene elachocarpa är en flockblommig växtart som beskrevs av Ferdinand von Mueller. Trachymene elachocarpa ingår i släktet Trachymene och familjen flockblommiga växter. Inga underarter finns listade i Catalogue of Life.